# Zickhusen
Zickhusen – gmina położona w Niemczech, w kraju związkowym Meklemburgia-Pomorze Przednie, w powiecie Nordwestmecklenburg, wchodzi w skład urzędu Lützow-Lübstorf.